# Marval
Marval, okzitanisch  Marvau, ist eine französische Gemeinde mit 481 Einwohnern (Stand 1. Januar 2022) im Département Haute-Vienne in der Region Nouvelle-Aquitaine (vor 2016 Aquitanien). Sie gehört zum Arrondissement Rochechouart und zum Kanton Rochechouart. Zuständiger Gemeindeverband ist die Communauté de communes Ouest Limousin. Die Einwohner werden als Marvalais bzw. Marvalaises bezeichnet.

## Geographie
Marval ist Grenzgemeinde zum Département Dordogne und wird von folgenden 6 Nachbargemeinden umgeben:
| Saint-Mathieu                           | Saint-Mathieu                               | Cussac                   |
| Saint-Barthélemy-de-Bussière (Dordogne) | Kompassrose, die auf Nachbargemeinden zeigt | La Chapelle-Montbrandeix |
|                                         | Abjat-sur-Bandiat (Dordogne)                | Pensol                   |

Nach der im Nordosten gelegenen Präfekturstadt Limoges sind es 43 Kilometer.
Zur Gemeinde Marval gehören folgende Weiler, Gehöfte, Schlösser, eine Schmiede, Mühlen und Geländepunkte: Beaufet, Beautarias, Béchégut, Bois de la Faurie, Bois de la Faye, Bois de la Lisonne, Bois de la Planche, Bras Court, Carreau, Château Ballerand, Chez Coutaud, Forêt du Puy Chevalier, Forêt Haute, Haut Jardin, L’Age, L’Épinassie, La Chautrandie, La Faurie, La Faye, La Forge de l’Épinassie, La Fosse, La Grande Pièce, La Lardie, La Lisonne, La Molle, La Nadalie, La Rodière, La Rue, La Souchère, La Touyère, La Varlanchie, La Vigne, La Vilotte, Laborie, Labrousse, Lafarge, Lafont Boudoire, Lampon, Larmat, Lascaux, Lavaud, Le Châtenet, Le Clos de l’Étang, Le Courtieux, Le Coux, Le Fayart, Le Grand Vernet, Le Masbertier, Le Mazelier, Le Moulin de Saint-Auvent, Le Moulin de la Chautrandie, Le Moulin du Theillaud, Le Petit l’Age, Le Petit Vernet, Le Plantadis, Le Puy, Le Puy Chalard, Le Puy Chevalier, Le Puypacaux, Le Theillaud, Le Theillet, Le Vancannaud, Le Vignaud, Les Brugeaux, Les Charalles, Les Chardreaux, Les Fougères, Les Maunias, Les Montades, Les Quatre Vents, Les Rivauds, Leyrat, Libre Oreille, Loubeyrat, Milhaguet, Montfrebœuf, Moulin de Masbertier, Mouriol, Sainte-Catherine, Terrasson, Trancord, Vaubrune und Vitrac.

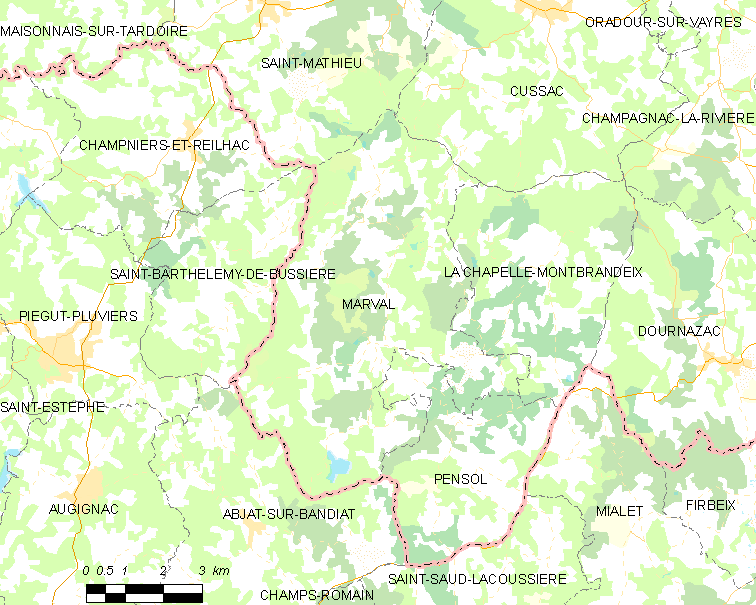
Lagekarte von Marval

Der topographisch tiefste Punkt mit 245 Meter über N. N. liegt am Bandiat an der Südwestgrenze, der höchste Punkt mit 476 Meter befindet sich in den Monts de Châlus bei La Souchère an der Nordostgrenze. Die maximale Höhendifferenz beträgt 231 Meter.
Die einst unabhängige Gemeinde Milhaguet wurde im Jahr 1973 Teil von Marval.
Mit 38,5 Quadratkilometer ist Marval eine sehr große Gemeinde, kann jedoch nur eine sehr niedrige Bevölkerungsdichte von 14 Einwohner/km² aufweisen.

### Verkehrsanbindung
Die Gemeinde Marval liegt abseits größerer Verkehrsachsen. Über die D 15 – in Ostrichtung nach Pensol und Les Trois Cerisiers – hat der Ortskern  Anbindung an die D 85 bzw. D 6 b von Nontron nach Châlus. In Westrichtung wird anhand der D 15 Piégut-Pluviers erreicht. Die D 67 verbindet Marval mit Saint-Mathieu im Nordnordwesten. Die D 64 führt zum im Nordosten gelegenen Nachbarort La Chapelle-Montbrandeix und weiter nach Dournazac. In Südrichtung stellt die D 64 eine Verbindung zu Abjat-sur-Bandiat und dann über die D 87 weiter nach Nontron her. Durch Milhaguet quert in nordöstlicher Richtung die D 73 von Saint-Barthélemy-de-Bussière nach Cussac.

### Fernwanderweg
Durch den Südosten des Gemeindegebiets verläuft der Fernwanderweg GR 4 von Royan nach Grasse.

## Hydrographie
Der Norden des Gemeindegebiets von Marval gehört zum Einzugsgebiet des Trieux mit seinem linksseitigen Nebenarm Ruisseau de la Chautrandie. Der Südteil drainiert in Richtung Bandiat, der nach Südwesten in Richtung Nontron entwässert. Vor Verlassen des Gemeindegebiets wird der Bandiat zum Étang de Ballerand aufgestaut.

## Geologie

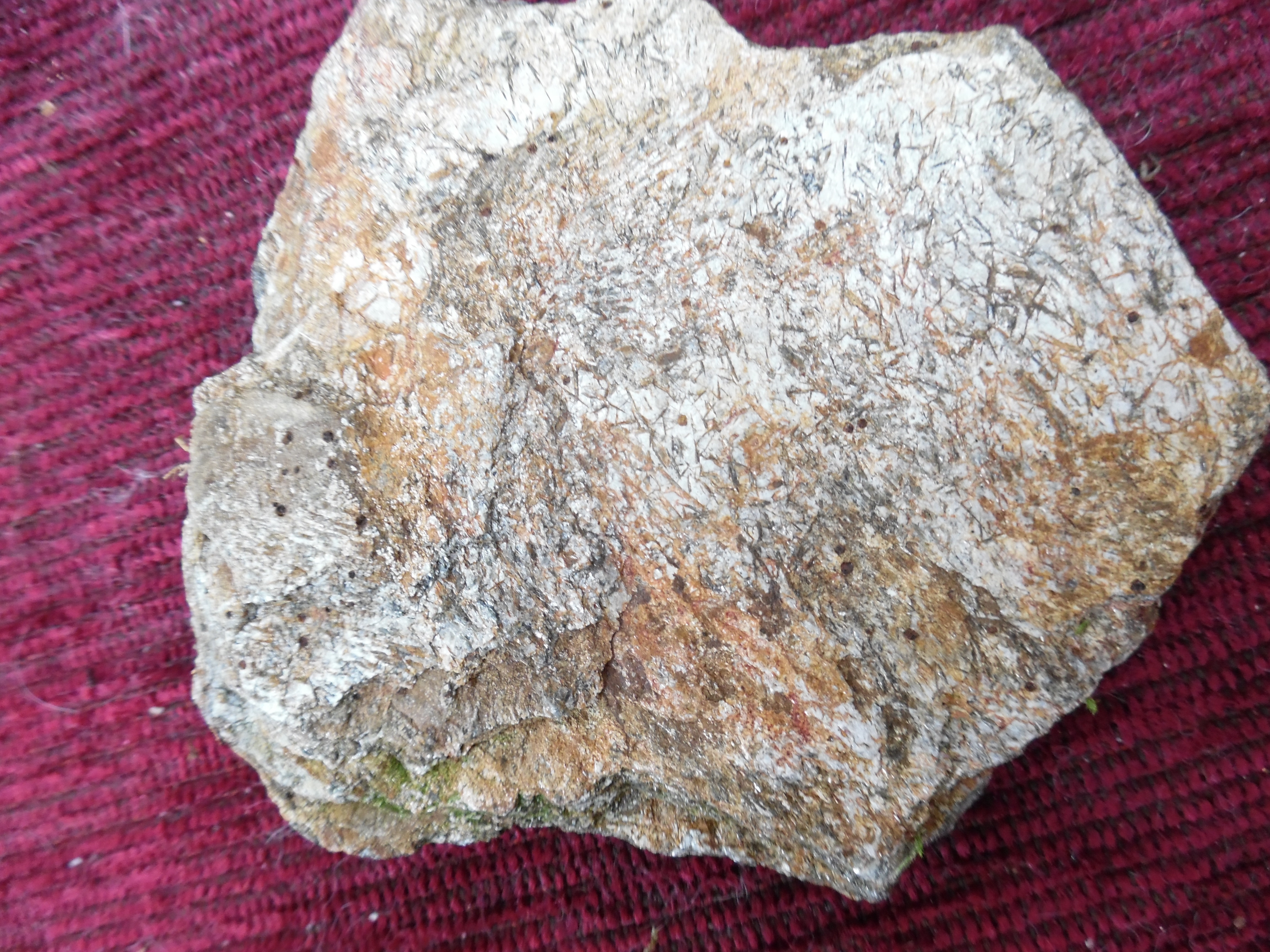
Parautochthoner Glimmerschiefer von Le Theillaud

Die Gemeinde Marval liegt vollständig auf dem kristallinen, variszischen Grundgebirge des nordwestlichen Massif Central, das hier eine Aufwölbung bildet – den Saint-Mathieu-Dom. Die Domstruktur wird geprägt vom Saint-Mathieu-Leukogranit, der im Oberkarbon in die Glimmerschiefer der Parautochthonen Glimmerschiefereinheit eingedrungen ist. Im Südwesten ist noch  der Piégut-Pluviers-Granodiorit anstehend – vorwiegend in seiner grobkörnigen Normalfazies, um den Étang de Ballerand jedoch auch in roter, aplitischer Porphyrfazies. Die Kontaktzone zwischen den beiden Granitoiden ist beidseitig als feinkörnige Fazies ausgebildet und verläuft mitten durch den Ortskern.
Die Glimmerschiefer erscheinen in kleinen, isolierten, teils westvergent eingefalteten Vorkommen innerhalb des Leukogranits bei Le Courtieux, La Lardie, Le Mazelier und La Vilotte sowie zusammenhängend im Südosten um Le Theillaud und im Nordosten um Larmat. Sie sind vom Leukogranit kontaktmetamorph verändert worden (Erscheinen von Cordierit). Ihr regionaler Metamorphosegrad entspricht der Albit- und der Oligoklaszone. Die Foliation der Glimmerschiefer streicht Nord bis Nordnordost und fällt mit 40 bis 60° nach Osten ein, Strecklineare auf der Schieferungsebene zeigen überwiegend gen Ostsüdost. Im Nordabschnitt bei Larmat schwenkt die Foliation in die Nordnordwest-Richtung ein.
Gänge aus Mikrogranit durchziehen die beiden Granitoide mit vorwiegender nordnordwestlicher bis nordwestlicher Streichrichtung. Der Leukogranit wird östlich des Ortskerns von einer Nordnordost-streichenden Störungsstaffel beeinträchtigt. Erwähnenswert sind ferner zwei Lamprophyrgänge im Leukogranit bei L’Age in Nordnordost- bzw. Nordnordwest-Richtung.

## Ökologie
Die Gemeinde Marval bildet einen integralen Bestandteil des Regionalen Naturparks Périgord-Limousin.

## Geschichte
Wie die Überreste eines Oppidums beweisen, war die Gemeinde Marval bereits seit der gallorömischen Epoche besiedelt. Die Kirche Mariä Himmelfahrt in Milhaguet war wahrscheinlich im 12. Jahrhundert errichtet worden. Die Kirche Saint-Amand in Marval stammt aus dem 13. Jahrhundert.

## Bevölkerungsentwicklung
| Bevölkerungsentwicklung in Marval | Bevölkerungsentwicklung in Marval | Bevölkerungsentwicklung in Marval |
| --------------------------------- | --------------------------------- | --------------------------------- |
| Jahr                              | Einwohner                         |                                   |
| 1962                              | 1056                              |                                   |
| 1968                              | 914                               |                                   |
| 1975                              | 783                               |                                   |
| 1982                              | 683                               |                                   |
| 1990                              | 556                               |                                   |
| 1999                              | 553                               |                                   |
| 2004                              | 564                               |                                   |
| 2008                              | 579                               |                                   |
| 2009                              | 587                               |                                   |
| 2013                              | 566                               |                                   |
| 2014                              | 557                               |                                   |
| 2017                              | 540                               |                                   |

Quelle: INSEE
Die Bevölkerungszahlen der Gemeinde Marval sind seit 1962 generell rückläufig (Bevölkerungsverlust von 49 Prozent), wobei zwischen 1999 und 2009 eine leichte Trendwende zu beobachten war.

## Bürgermeister
Bürgermeister von Marval ist seit Oktober 2008 der parteilose Rentner Lucien Pot.

## Sehenswürdigkeiten
- Schloss von Marval, Monument historique
- Kirche Saint-Amand, Monument historique
- Kirche Mariä Himmelfahrt im Ortsteil Milhaguet
- Die Domäne Ballerand
- Der Felsmonolith Boisseau de dîmes (Zehntenscheffel)

## Photogalerie

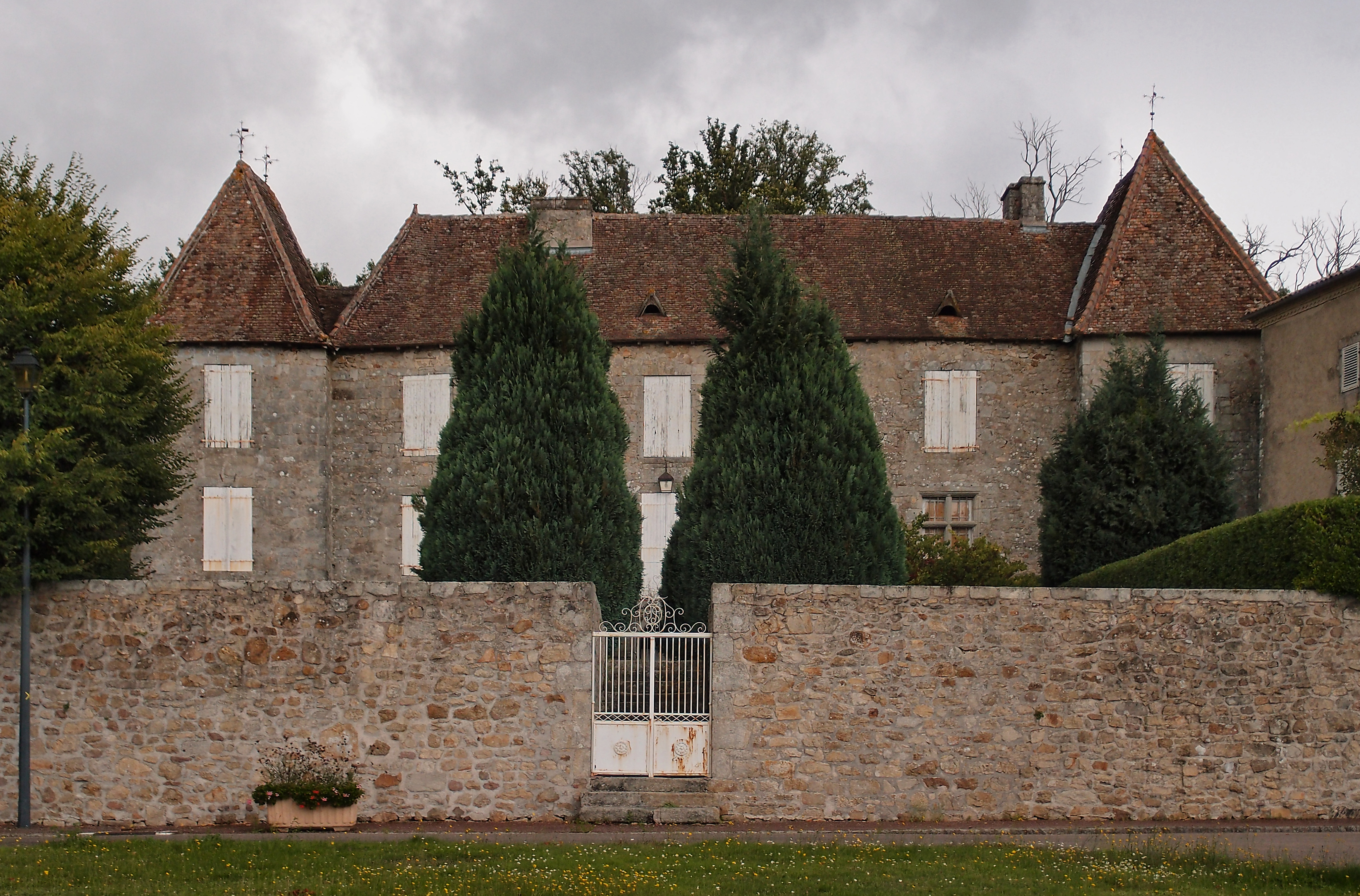
Schloss Marval
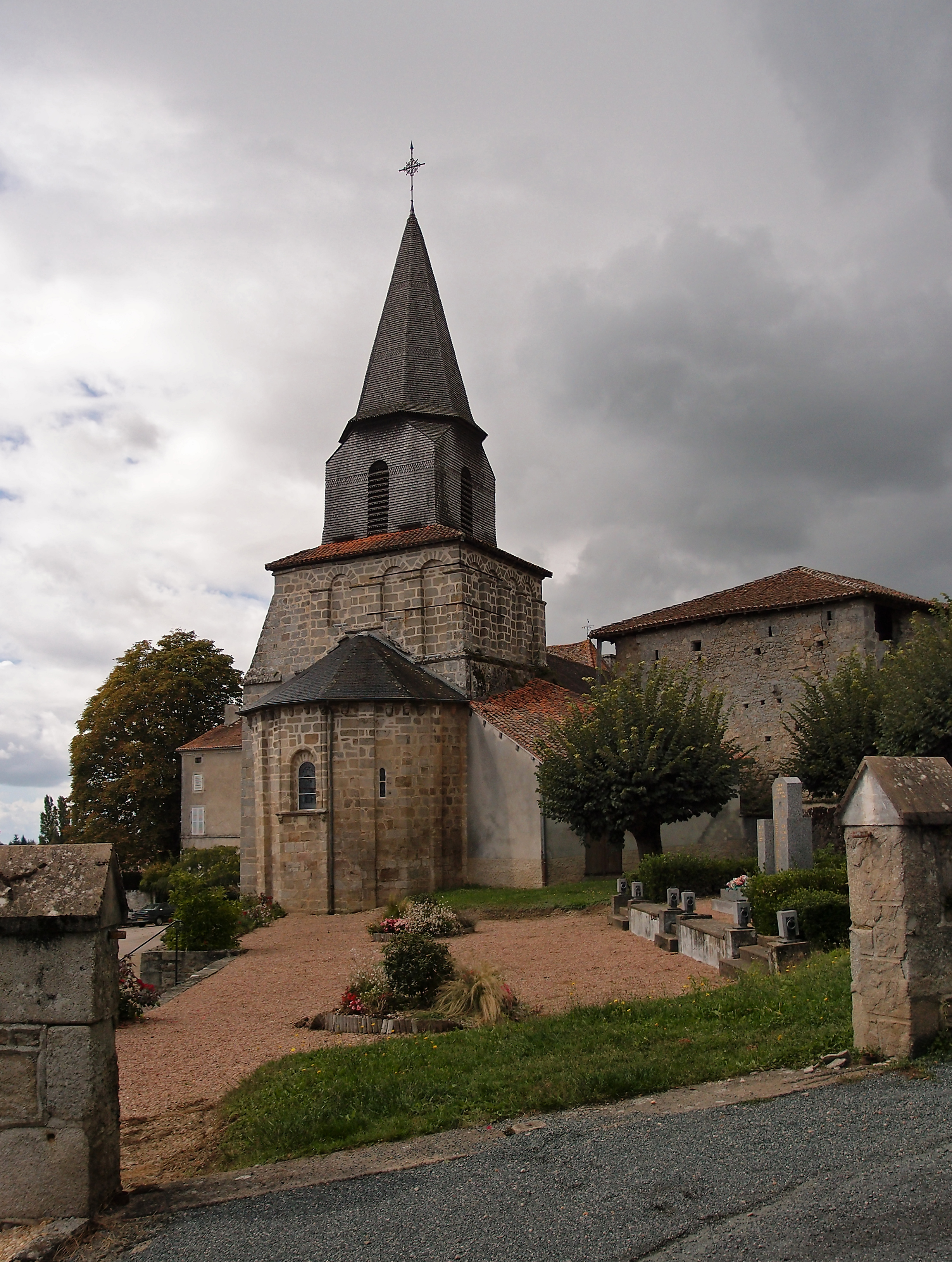
Kirche Saint-Amand
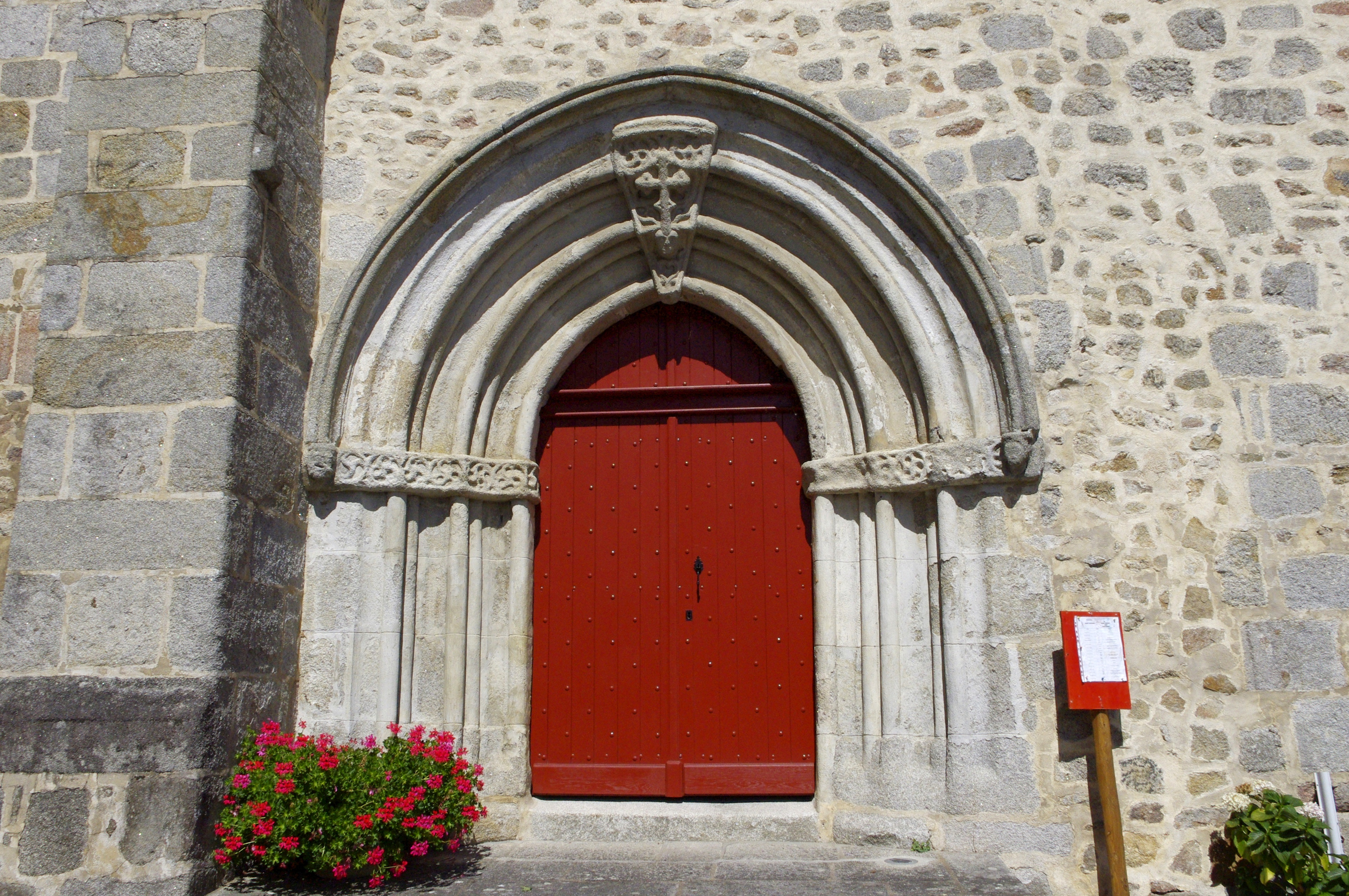
Eingangsportal von Saint-Amand
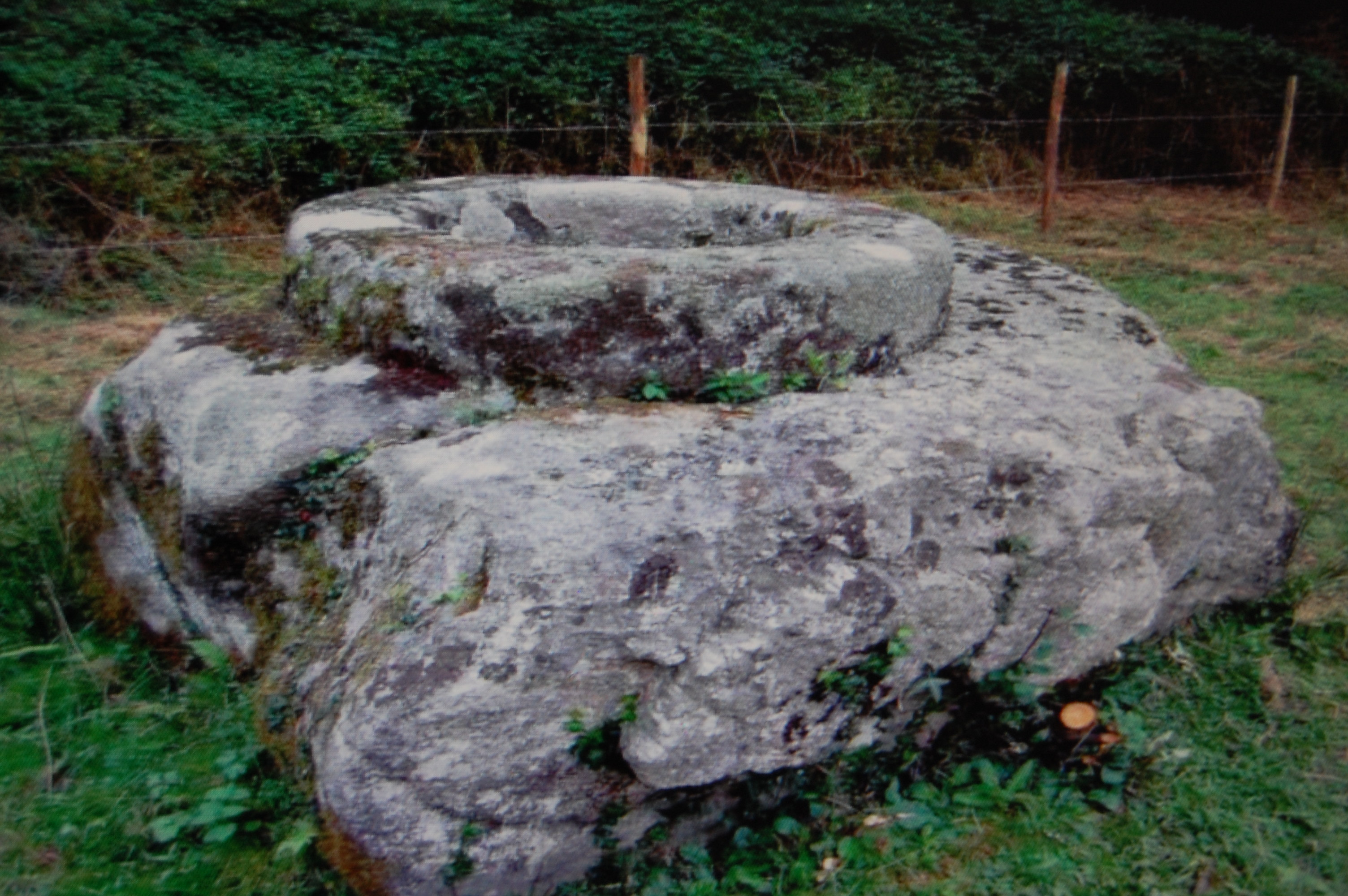
Der Boisseau des dîmes
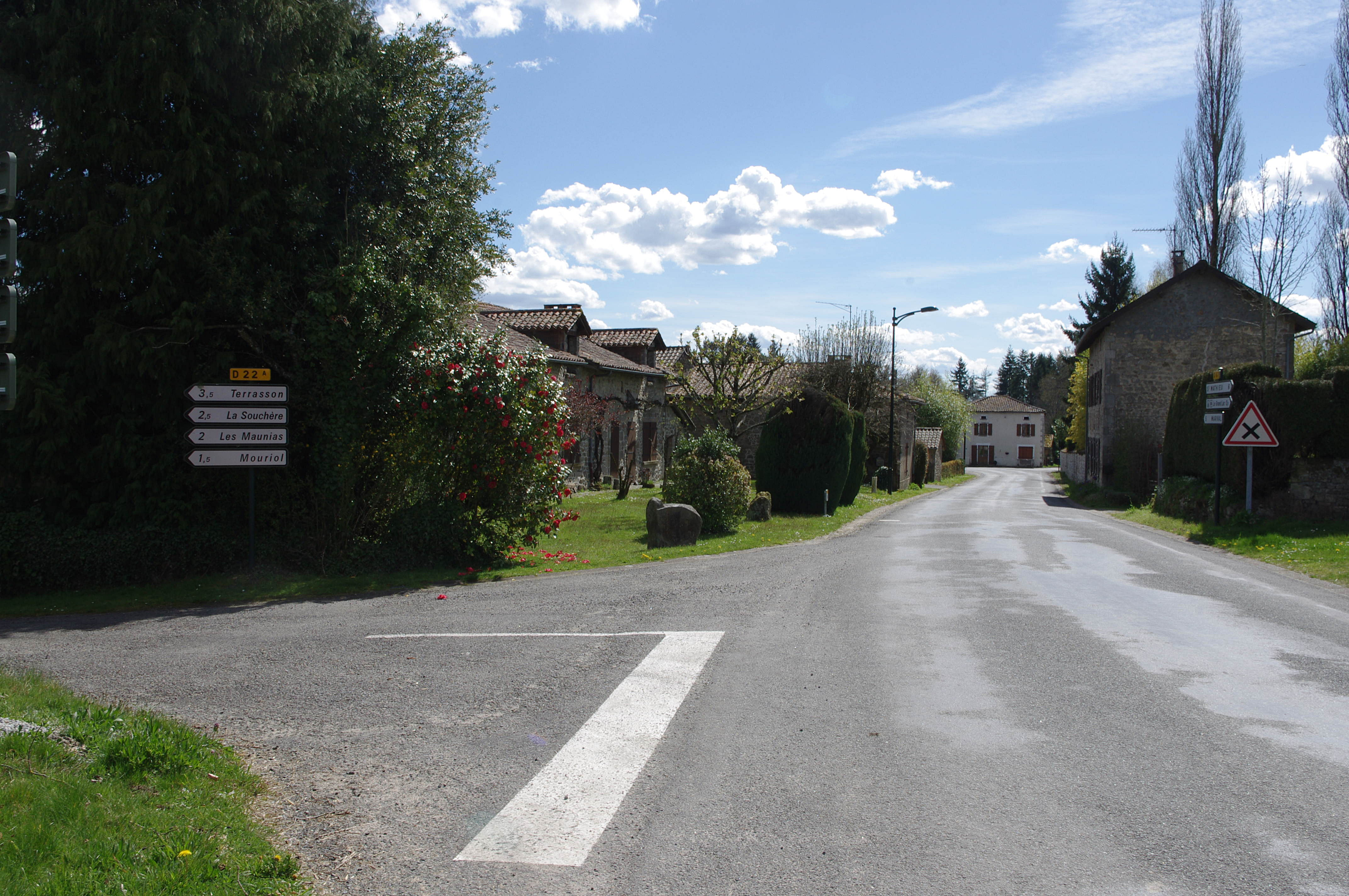
Ansicht von Milhaguet
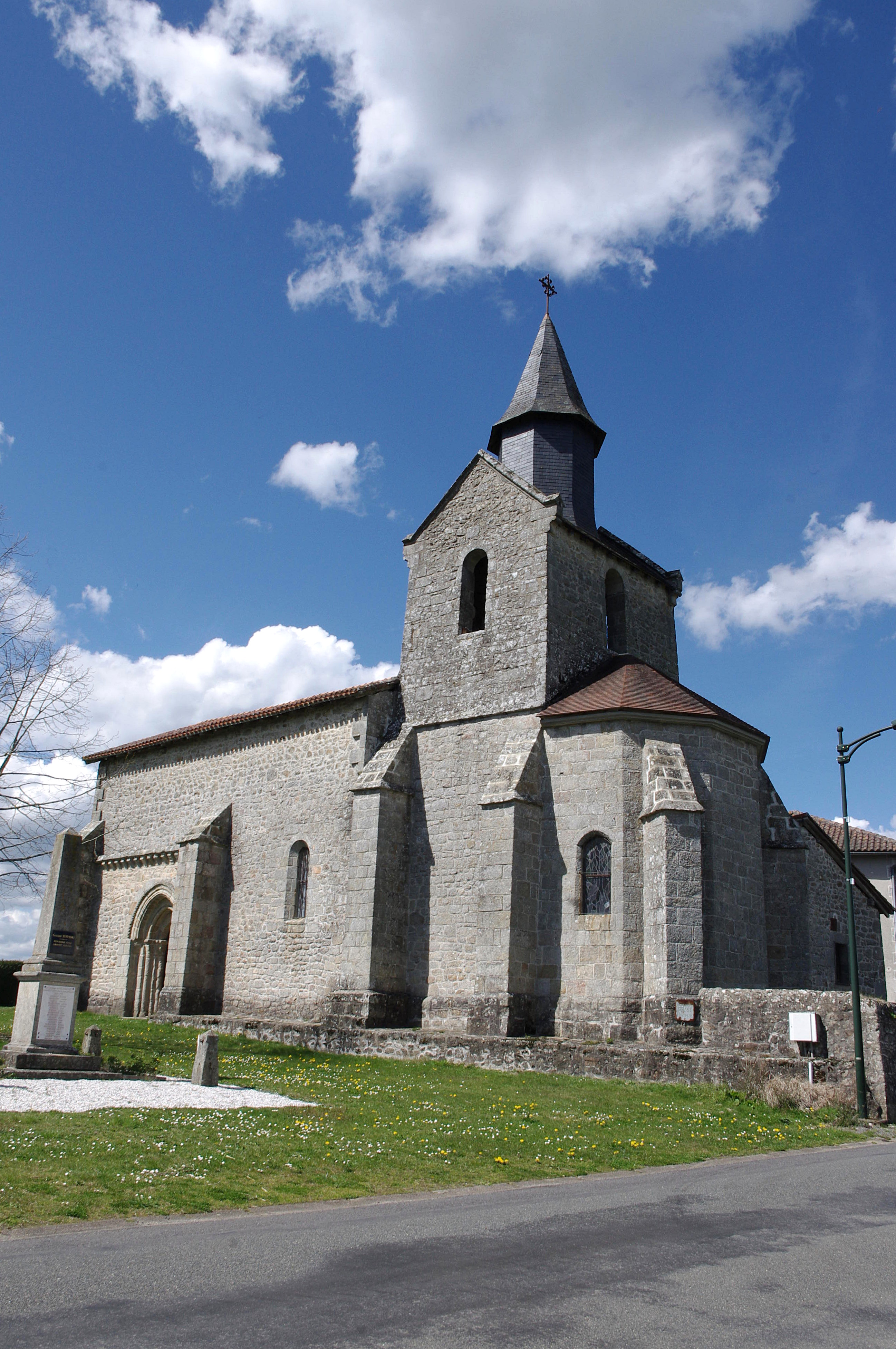
Kirche Mariä Himmelfahrt in Milhaguet
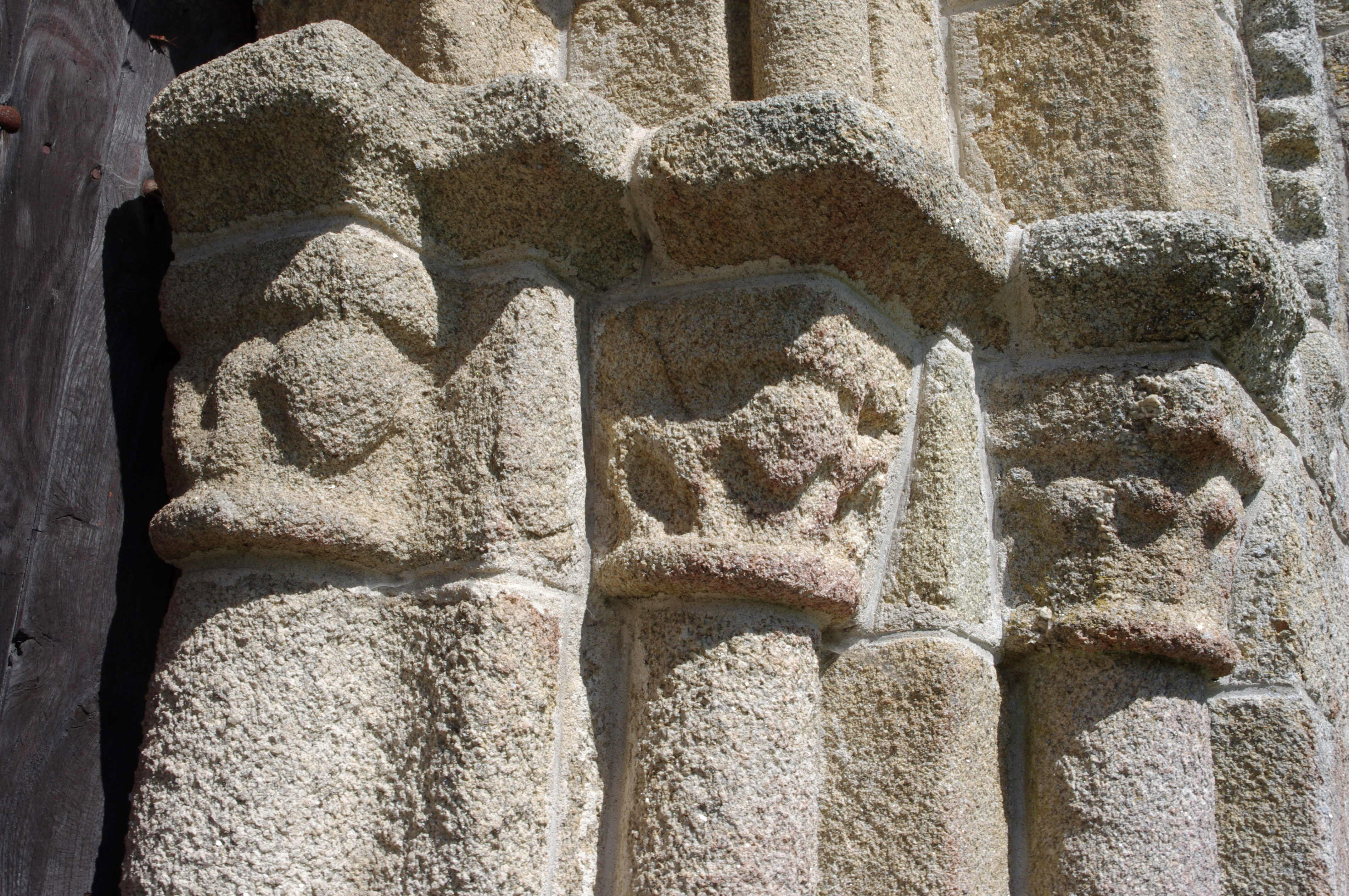
Kapitelle der Portalssäulen von Mariä Himmelfahrt
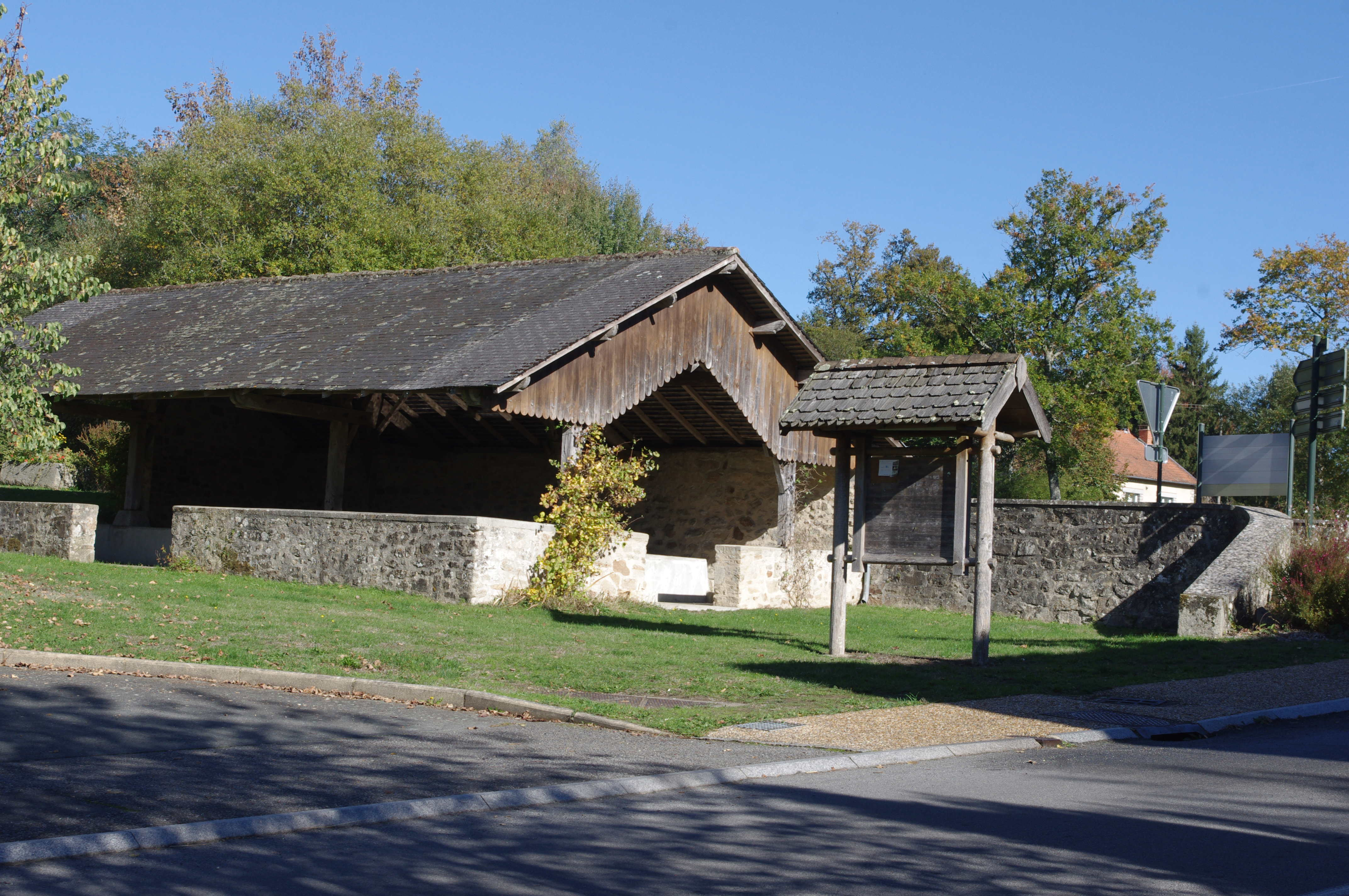
Waschhaus von Marval